# Грег Гем
Грег Гем (англ. Greg Ham; 27 вересня 1953, Мельбурн, Австралія — 19 квітня 2012, Мельбурн, Австралія) — австралійський музикант, клавішник, саксофоніст, флейтист гурту Men at Work

## Біографія
Народився 27 вересня 1953 року в Мельбурні, у навчанні в школі проявляв інтерес, до театру, і навіть брав участь у деяких постановах. Крім того захопився музикою, і знайомиться з Коліном Геєм, який потім став вокалістом і гітаристом гурту Men at Work, крім Грега і Коліна, до гурту приєднуються, Рон Страйкерт, Джеррі Спайсерт, на початку першого складу гурту. Men at Work записали три студійні, альбоми, «Business as Usual» 1981, «Cargo» 1983, «Two Hearts» 1985, які здобули комерційну успішність. Самою успішною і популярною піснею гурту, є «Down Under», яка рахується не офіціальним гімном Австралії, в цій пісні Грем виконує партію флейти, але крім ціє пісні Грем виконува партію флейти, і в багатьох піснях гурту Men at Work. 2010 року суд Австралії ухвалив рішення, що пісня «Down Uder» була скопійована, з старої пісні, «Kookaburra Sits In The Old Gum Tree». Зі слів музикантів гурту вони розповідали, що Грем, важко переживав таке рішення суду, помер 19 квітня, 2012 року у Мельбурні, тіло було знайдено його друзями.

## Звинувачення в плагіаті
Larrikin Music придбав права на пісню 1930-х, років «Kookabara», у 1990, році, за 6100, доларів. У 2009 році музичний видавець Larrikim Music[уточнити термін], який тоді очолював Норман Лурі, подав до суду на гурт Men at Work, та на лейбл EMI, на якому гурт записувався, звинувачення у плагіаті. Суд Австралії визнав порушення авторських прав, у пісні Down Under, відшкодувавши Норману Лурі п'ять відсотків, самі музиканти Men at Work були приголомшені цим рішенням, суду, сам Гем був глибоко розчарований після цього він сказав «Я страшенно розчарований що мене будуть пам'ятати таким чином ― що я щось копіював»